# Amaranthus albus
Amaranthus albus é uma espécie de planta com flor pertencente à família Amaranthaceae. 
A autoridade científica da espécie é L., tendo sido publicada em Systema Naturae, Editio Decima 2: 1268, no ano de 1759.
Os seus nomes comuns são baldro-branco, baldros-brancos, bredo-branco ou tristes.

## Descrição
É uma planta herbácea, anual, de porte erecto o prostrado, que alcança 10 a 70 cm de altura. As folhas são alternas, com forma elíptica a obovada ou espatulada, pecioladas, de 5 a 50 mm de comprimento. é uma espécie monoica, as flores masculinas apresentam três sépalas e 3 estames. As femininas, também trímeras, com as tépalas desiguais. As inflorescências são axilares (ou seja, nascem nas axilas das folhas) e cimosas, rodeadas de brácteas de 2 a 3,5 mm, de cor verde. O fruto é um pixídio. As sementes têm aproximadamente 1 mm de largura e são de cor vermelha-castanha a negra. O número cromossómico somático é 2n=32.
Quando os frutos amadurecem, o caule quebra-se próximo da base e a planta inteira é transportada por ação do vento, distribuindo desse modo as pequenas sementes até sítios muito distantes.

## Portugal
Trata-se de uma espécie presente no território português, nomeadamente em Portugal Continental.
Em termos de naturalidade é introduzida na região atrás indicada.

## Proteção
Não se encontra protegida por legislação portuguesa ou da Comunidade Europeia.